# Rudolf Godbersen
Hans Erich Rudolf Godbersen (* 12. Januar 1882 in Landeck; † 29. Oktober 1927) war von 1920 bis 1927 Professor an der Forstlichen Hochschule Hann. Münden.

## Leben
Rudolf Godbersen wurde am 12. Januar 1882 in Landeck in Westpreußen geboren. Die Eltern waren der Königlich Preußische Oberförster Wilhelm Godbersen und die Therese Steinhoff. Er besuchte die Schule in Frankfurt (Oder), studierte Forstwissenschaft in Hann. Münden und an der Forstakademie Eberswalde.
Er war ab 1918 an der Oberförsterei in Dassel Assistent. Nach dieser Station übernahm er die Oberförsterei in Driedorf. Godbersen leitete das Forstamt Bramwald von 1921 bis 1927.
Sein Vorgänger an der Forstlichen Hochschule Hann. Münden, Curt Michaelis, der dort seit 1909 lehrte, starb am 1. März 1920. Im September jenes Jahres wurde er als Dozent berufen. Im Mai 1926 promovierte er zum Doktor. Rudolf Godbersen lehrte u. a. Forstpolitik. Außerdem bot er forstliche Lehrwanderungen an.
Am 22. Juni 1912 heiratete er Katharina Schulz. Godbersen starb am 29. Oktober 1927 an einem Herzschlag.

## Schriften
- Die waldbaulichen Ergebnisse der Michaelis'schen Wirtschaft. Festschr. zur Feier der Einf. d. neuen Hochschulverfassung an der seitherigen Forstakademie Hann.Münden (1924)
- Kaufmännische Buchführung und Bilanzierung. D. Forstwirt 1924, Nr. 91
- Gedanken zur Weiterbildung der Ertragsregelung. ZfFuJwesen 1924, S. 497–502
- Forstgeschichtliches aus dem Oberweserlande, in: Veröff. d. wirtschaftswiss. Ges. z. Studium Niedersachsens A 1 (1926) S. 29–37
- Theorie der forstlichen Oekonomik. Neumann, 1926
- Der Erfolgsnachweis im Forstbetrieb. Zeitschrift für Forst- und Jagdwesen 1928, 2, S. 35–42